# 王哲 (天順進士)
王哲（1427年—？），字文明，山西平陽府解州聞喜縣人，明朝政治人物。進士出身。

## 生平
山西鄉試第五十九名。天順四年（1460年）庚辰科會試第七十九名，殿試登進士第三甲第五十三名。

## 家族
曾祖王景和。祖父王克仁。父亲王肅。